# Rubjerg Knude
Rubjerg Knude to najwyższa część klifu nad Morzem Północnym w pobliżu Lønstrup w regionie Vendsyssel (Jutlandia) na zachodnim wybrzeżu Danii (region Jutlandia Północna, d. okręg Nordjyllands Amt).
Na mapie świata Rubjerg Knude pojawiło się w 1543 roku, gdy Cornelius Anthoniszoon sporządził mapę Europy Północnej. Dziś jest atrakcją turystyczną ze względu na znajdującą się tam zasypywaną przez wydmy latarnię morską.

## Klifowe wybrzeże

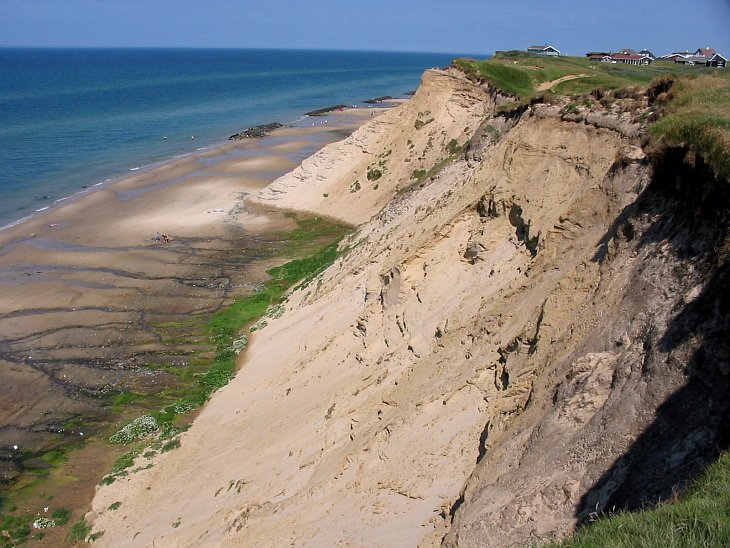
klifowa plaża przy Rubjerg Knude (Lønstrup)

Klify Rubjerg Knude są najwyższą i najdzikszą częścią klifowej plaży ciągnącej się 15 kilometrów od Lønstrup do Løkken. Średnia wysokość polodowcowego klifu to 30-50 metrów, maksymalna - 90 metrów. Przy ładnej pogodzie pobyt na plaży jest bezpieczny, jednak podczas sztormów poziom wody podnosi się i morze pokrywa całą plażę.

## Latarnia morska w Rubjerg
Latarnia morska na Rubjerg Knude została zbudowana w roku 1900 (po raz pierwszy została włączona 27 grudnia 1900). Budynek ma 72 stopy wysokości (szczyt latarni znajduje się 237 stóp nad poziomem morza). Światło latarni (do 1908 gazowe) było widoczne w promieniu 8 mil.

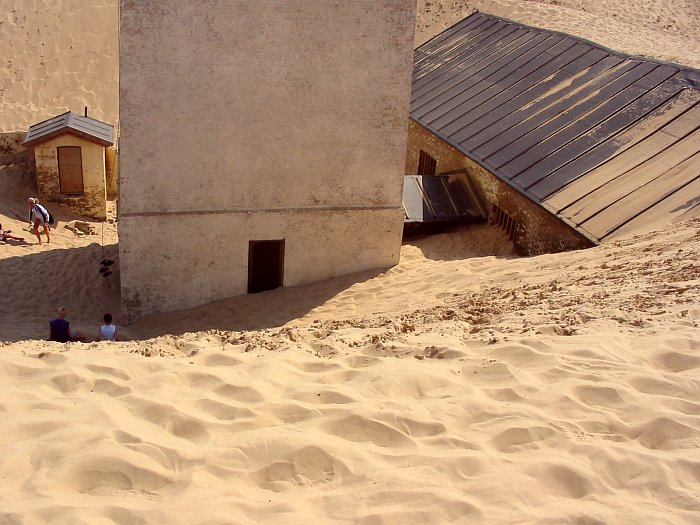
zasypana podstawa latarni

Konstrukcja została postawiona na trawiastym terenie (zob. zdjęcie z 1912). Początkowo otoczona była ogrodami. Wydma wokół budynku latarni sukcesywnie tworzyła się i rozprzestrzeniała, blokując rozprzestrzenianie się światła. Od lat 60. XX wieku światła latarni nie było już widać za wydmami. Z czasem zarzucono usuwanie piasku i w roku 1968 latarnię wyłączono. Nadal możliwe było zwiedzanie.
Jeszcze w roku 1999 można było wejść do latarni, gdzie zorganizowano muzeum piasku, a u jej stóp znajdowała się mała kawiarenka. Trzy lata później obiekt został zamknięty, a w roku 2004 podstawa budynku, podobnie jak niższe sąsiednie budynki była już całkowicie zasypana.
Erozja klifu zagraża istnieniu latarni (zob. zdjęcia poniżej). Budynek został postawiony 200 metrów od brzegu, lecz odległość ta stopniowo maleje i wydma z latarnią coraz bardziej zbliża się do przepaści.

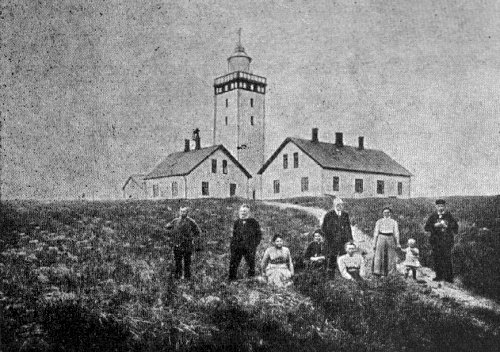
Latarnia w 1912
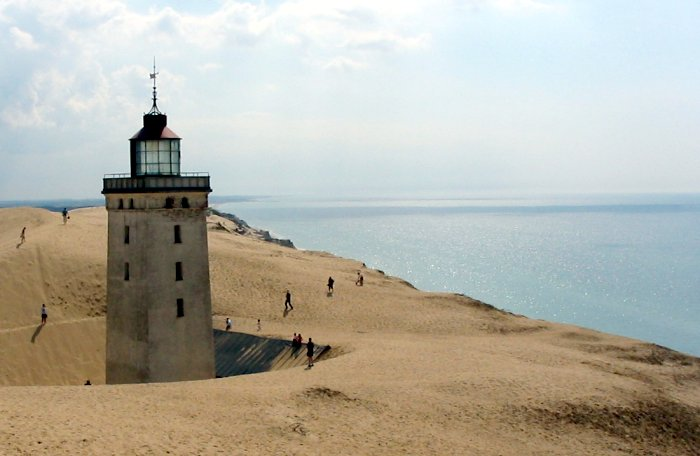
Latarnia w 2004